# Pręgowiórka samotna
Pręgowiórka samotna (Funisciurus anerythrus) – gatunek gryzonia z podrodziny afrowiórek (Xerinae) w obrębie rodziny wiewiórkowatych (Sciuridae). Mały ssak występujący w zachodniej i środkowej Afryce; według Międzynarodowa Unia Ochrony Przyrody nie jest zagrożony wyginięciem.

## Taksonomia
Gatunek po raz pierwszy zgodnie z zasadami nazewnictwa binominalnego opisał w 1880 roku angielski zoolog Oldfield Thomas w artykule poświęconym kolekcji ssaków zebranych przez dr Emina Paszę w Afryce Środkowej i Wschodniej opublikowanym na łamach Proceedings of the Zoological Society of London; Thomas umieścił nowy takson w randze podgatunku w obrębie Sciurus pyrropus i nadając mu epitet podgatunkowy anerythrus. Miejsce typowe to „Buguera” (1°27′N 30°17′E/1,450000 30,283333), na południe od Jeziora Alberta, Uganda. Holotyp to dorosły samiec (sygnatura BMNH Mammals 1890.6.8.21) ze zbiorów Muzeum Historii Naturalnej w Londynie, zebrany 14 marca 1889 roku przez Mehmeda Emina Paszę. 
Na podstawie cech zewnętrznych wydaje się, że gatunek ten jest blisko spokrewniony z F. pyrropus, F. bayonii i F. substriatus, a rozróżnienie między nimi nie zawsze jest jasne; podgatunek raptorum może stanowić odrębny gatunek; zachodzi potrzeba rewizji taksonomicznej tej grupy. Autorzy Illustrated Checklist of the Mammals of the World rozpoznają cztery podgatunki. Podstawowe dane taksonomiczne podgatunków (oprócz nominatywnego) przedstawia poniższa tabelka:
| Podgatunek     | Oryginalna nazwa                | Autor i rok opisu | Miejsce typowe                                                                                             | Holotyp |
| -------------- | ------------------------------- | ----------------- | --- | --- |
| F. a. bandarum | Funisciurus anerythrus bandarum | O. Thomas, 1915   | Obszar rzeki Ba-mingui, na wysokości 2000 ft (610 m), górny bieg rzeki Szari, Republika Środkowafrykańska. | Dorosła samica (sygnatura BMNH Mammals 1907.7.8.89) ze zbiorów Muzeum Historii Naturalnej w Londynie, zebrana 10 sierpnia 1905 roku przez Boyda Alexandera.                 |
| F. a. mystax   | Funisciurus mystax              | de Winton, 1898   | Rzeka Benito, 15 15 mi (24 km) od ujścia, Mbini, Gwinea Równikowa.                                         | Dorosły samiec (sygnatura BMNH Mammals 1898.5.4.9) ze zbiorów Muzeum Historii Naturalnej w Londynie, zebrany przez 6 stycznia 1898 przez George’a Latimera Batesa.          |
| F. a. raptorum | Funisciurus raptorum            | O. Thomas, 1903   | Forcados, południowa Nigeria.                                                                              | Na wpół dorosły samiec (sygnatura BMNH Mammals 1902.11.2.15) ze zbiorów Muzeum Historii Naturalnej w Londynie, zebrany 31 grudnia 1901 roku przez Williama Johna Ansorge’a. |

### Etymologia
- Funisciurus: łac. funis ‘lina’; rodzaj Sciurus Linnaeus, 1758 (wiewiórka)[27].
- anerythrus: gr. przedrostek negatywny α- a-[28]; ερυθρος eruthros ‘czerwony’[29].
- bandarum: etymologia nieznana, Thomas nie wyjaśnił znaczenia epitetu gatunkowego[12].
- mystax: gr. μυσταξ mustax, μυστακος mustakos ‘wąsy’, od μασταξ mastax, μαστακος mastakos ‘szczęki, usta’, od μασαομαι masaomai ‘żuć’[30].
- raptorum: łac. raptor, raptoris ‘złodziej’, od rapere ‘kraść’[31].

## Zasięg występowania
Pręgowiórka samotna występuje w zachodniej i środkowej Afryce zamieszkując w zależności od podgatunku:
- F. anerythrus anerythrus – zachodnia Uganda na południe przez Demokratyczną Republikę Konga do północno-zachodniej Angoli (Kabinda).
- F. anerythrus bandarum – Republika Środkowoafrykańska aż do skrajnie południowego Czadu.
- F. anerythrus mystax – południowy Kamerun do Gabonu i północno-zachodniego Kongo.
- F. anerythrus raptorum – południowy Benin i północno-zachodnia Nigeria.

## Morfologia
Długość ciała (bez ogona) samic 172 mm, samców 176,7 mm, długość ogona samic 167,5 mm, samców 166,3 mm, długość ucha 12–19 mm, długość tylnej stopy samic 40–48 mm; masa ciała 190–240 g. Średniej wielkości wiewiórka z brązowym grzbietem z beżowym nalotem. Obwódki wokół oczu są koloru płowożółtego, a podłużne płowożółte paski rozciągają się od ramienia do bioder. Brzuch jest koloru od białego przez szary do pomarańczowego. Spodnia część ogona jest przeważnie czerwona i ma pasy od czarnego do białego w kierunku jego końca, patrząc od dołu, ale patrząc od góry wydaje się ciemny z białą końcówką. Ogon w pozycji spoczynkowej układa się pionowo wzdłuż grzbietu, natomiast podczas ruchu końcówka ogona zakręca się do tyłu. Pysk jest wyraźny, prawdopodobnie w celu ułatwienia dostępu do mrówek i termitów. Futro na grzbiecie podgatunku nominatywnego jest czerwonawo-brązowa, natomiast na brzuchu zmienia kolor od żółtego do czerwonego. Podgatunek bandarum ma brązowy grzbiet z odcieniem beżu, a brzuch jest jasnoszary do pomarańczowego. U podgatunku mystax brzuch jest pomarańczowy. U podgatunku raptorum brzuch jest białawy. Długość czaszki 43,3–47,9 mm. Wzór zębowy: I {\displaystyle {\tfrac {1}{0-1}}} C {\displaystyle {\tfrac {0}{0}}} P {\displaystyle {\tfrac {0-1}{0-1}}} M {\displaystyle {\tfrac {4}{4}}} = 24.  Kariotyp wynosi 2n = 38 i FN = 62.

## Ekologia

### Siedlisko i tryb życia
Pręgowiórki samotne występują powszechnie w pobliżu stałych lub sezonowych cieków wodnych w nizinnych, wilgotnych lasach tropikalnych, na bagnach bogatych w rafie (Raphia), lasach galeryjnych i łęgowych. Można je spotkać również w siedliskach wtórnych. Prowadzą dzienny tryb życia i większość dnia spędzają na żerowaniu na ziemi i w niskich koronach drzew. Pręgowiórki samotne żyją w gęstych populacjach, które odzwierciedlają wysoki poziom socjalizacji. Obserwacje sugerują, że pary tworzą więzi monogamiczne, ponieważ obserwowane osobniki poruszały  się w parach w 28% przypadków, pielęgnując się nawzajem i kładąc się na sobie. Donoszono również o grupach liczących do sześciu osobników podczas wspólnego żerowania. Wokalizacja występują często i są charakterystyczne dla tego gatunku. We wczesnych stadiach zaniepokojenia wydobywający się z nich dźwięk przypomina szczękanie zębami, przy równoczesnym rytmicznym poruszaniu ogonem w pionie i tupaniu nogami. Dźwięki alarmujące zagrożenie o wysokiej intensywności są wyjątkowe i składają się z od 2 do 4 okresowych impulsów, po których następują od 1 do 2 długie gwizdów o niskiej częstotliwości, przy czym tylko końcowe gwizdy są słyszalne z dużej odległości.

### Pokarm
Pręgowiórki samotne są przede wszystkim fitofagami, zjadając owoce, nasiona i zieloną roślinność co stanowi 80% składu ich pokarmu; 20% pożywienia stanowią znaczne ilości stawonogów notamiast 3% stanowią grzyby i rośliny zielone. Pręgowiórki samotne przechowują pomarańczowe owocnie palm rafii w nadziemnych szczelinach.

### Rozmnażanie
Rozród słabo poznany. Pręgowiórki samotne budują gniazdo o średnicy około 20–24 cm; głównym budulcem są liście i jest wyłożone włóknami lub liśćmi palmowymi. Miot liczy średnio 1,2–1,5 młodych. Młode wychowują się w częściowo odsłoniętych gniazdach, umieszczonych wśród roślinności gałęzi drzew lub na konarach liści palmowych zwisających nad powierzchnią wody okrzemek liści palmowych.

## Status zagrożenia
W Czerwonej księdze gatunków zagrożonych Międzynarodowej Unii Ochrony Przyrody i Jej Zasobów został zaliczony do kategorii LC (ang. least concern ‘najmniejszej troski’). Pręgowiórki samotne są szeroko rozpowszechnione, ich populacja jest przypuszczalnie duża, prawdopodobnie występują również na wielu obszarach chronionych i jako że adaptują się w pewnym stopniu do zmodyfikawanych siedlisk, dlatego nie są zagrożone wyginięciem. Człowiek poluje na pręgowiórki w celu pozyskania mięsa w celach spożywczych i skóry do produkcji odzieży.